# K5 (拳銃)
K5は大韓民国の自動拳銃。大宇精密工業（後のS&T Motiv）により開発・製造されたもので、大韓民国初の国産拳銃である。
1990年代より大韓民国国軍に導入された他、DP51の名称で輸出された。

## 構造
トリプルアクションもしくはファストアクション、トライアクション、3H等と呼称されるダブルアクションを改良した機構を有していることが特徴となっている。これはFNハースタルの特許を実用化したもので、トリガーを引くことでハンマーが動作し、発砲に至るまでは一般的なダブルアクションと同様であるが、いったんコックされたハンマーを手で押し戻すことができる。ハンマーが手動で前進位置に戻されても、ハンマースプリングはコック状態を維持している。この状態でトリガーを引けば、ダブルアクション時の12ポンドに対して半分以下の5ポンドの張力でハンマーが再び起倒するので、軽いトリガー操作で発砲が可能となるものである。より安全性の高い一般的なダブルアクション、正確な射撃を行うためのシングルアクションでの使用も可能となっている。
フレームはアルミニウム合金、銃身、スライドなどは鋼鉄製である。照準器は3点式のアイアンサイトを備える。安全装置はレバー式でグリップの両側面上方、フレームの後端部に位置する。
標準の弾倉を使用した場合の装弾数は13発であるが、装弾数15発のスミス&ウェッソン 5906の弾倉を流用可能である。装弾はショートリコイルによって行われる。

## バリエーション
K5
大韓民国国軍採用型。海洋警察庁にも採用されている。
屈折型
コーナーショットを参考にして国防科学研究所が開発した、左右60度まで屈折する銃身にK5を一体化したもの。

DP51
民間市場向けの型。DP51B。
DP51C
DP51を小型化したもの。装弾数は10発に減少している。
DP51S
DP51のフレームに、DP51Cの銃身を組み合わせたもの。装弾数は13発。
DH40
使用する弾薬を.40S&W弾に変更したもの。装弾数は11発。
DP45
.45ACP弾採用版、試作のみ。
DP45 MkII
DP45改良版。
LH9
アメリカ合衆国のLionheart Industries社によるライセンス生産版(廃盤)。
REGULUS
LH9の改良版であり現行モデル。同じくアメリカ合衆国製。

## 運用国

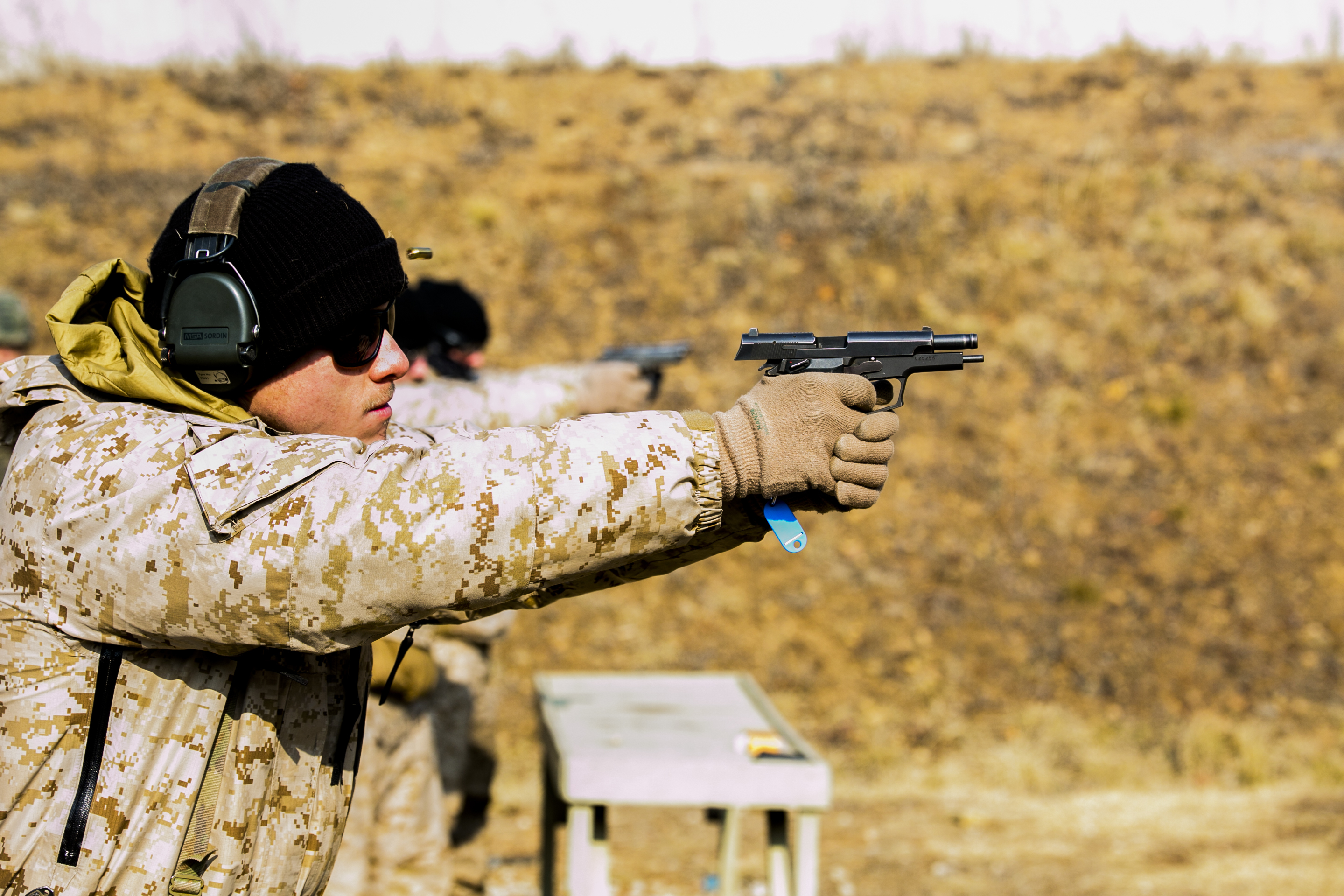
K5を使用した射撃訓練を実施するアメリカ海兵隊の兵士

- 大韓民国
- タイ[9]

## 登場作品
『ドールズフロントライン』
星4HG戦術人形、「K5」として登場。